# Lewistown (Ohio)
Lewistown – jednostka osadnicza w Stanach Zjednoczonych, w stanie Ohio, w hrabstwie Logan.